# Drosophila albicans
Drosophila albicans este o specie de muște din genul Drosophila, familia Drosophilidae, descrisă de Frota-pessoa în anul 1954. Conform Catalogue of Life specia Drosophila albicans nu are subspecii cunoscute.